# Heliotropium michoacanum
Heliotropium michoacanum är en strävbladig växtart som beskrevs av Ivan Murray Johnston. Heliotropium michoacanum ingår i Heliotropsläktet som ingår i familjen strävbladiga växter. Inga underarter finns listade i Catalogue of Life.